# Смолёвка Гельмана
Смолёвка Ге́льмана, или Смолёвка Ге́льманна (лат. Siléne hellmánnii) — вид травянистых растений из рода Смолёвка (Silene) семейства Гвоздичные (Caryophyllaceae).

## Ботаническое описание
Двулетник с прикорневой розеткой листьев (сохраняются при цветении) и ветвящимся только в соцветии побегом, коротко и плотно опушённый, 20—40 см высотой.
Соцветие обычно малоцветковое. Чашечка 3—7 мм длиной.
Плод — коробочка 6—9 мм длиной, продолговато-яйцевидная. Семена 0,8—1,1 мм длиной, обычно с сизым налётом.

## Распространение и экология
Эндемик юго-востока европейской России, место обитания — часть бассейна реки Дон. Произрастает на меловых и гранитных выходах, щебнистых осыпях.

## Охрана
Вид внесён в Красную книгу Российской Федерации. Охраняется в Богдинско-Баскунчакском заповеднике.